# Piemontská Wikipedie
Piemontská Wikipedie je jazyková verze Wikipedie ve piemontštině, jazyce italské oblasti Piemont. Byla založena v roce 2006. V lednu 2022 obsahovala přes 65 800 článků a pracovali pro ni 4 správci. Registrováno bylo přes 24 000 uživatelů, z nichž bylo asi 35 aktivních. V počtu článků byla 86. největší Wikipedie. Je největší Wikipedií v italském regionálním jazyce.